# Giannelli Imbula
Gilbert Imbula Wanga (ur. 12 września 1992 w Vilvoorde) – francuski piłkarz belgijskiego pochodzenia występujący na pozycji pomocnika w hiszpańskim klubie Rayo Vallecano. Wychowanek Guingamp, w swojej karierze grał także w takich zespołach jak Olympique Marsylia oraz FC Porto. Były młodzieżowy reprezentant Francji.